# 117 Gwardyjska Dywizja Strzelecka
117 Berdyczowska Gwardyjska Dywizja Strzelecka odznaczona Orderem Bohdana Chmielnickiego (ros. 117-я гвардейская стрелковая Бердичевская ордена Богдана Хмельницкого дивизия, 117 гв сд) – związek taktyczny piechoty Armii Czerwonej.

## Historia
Dywizja została sformowana w październiku 1943 na bazie 8 Gwardyjskiej Brygady Strzeleckiej (przeformowanej w 333 Gwardyjski Pułk Strzelecki), 81 Morskiej Brygady Strzeleckiej (przeformowanej w 335 Gwardyjski Pułk Strzelecki) i 107 Brygady Strzeleckiej (przeformowanej w 338 Gwardyjski Pułk Strzelecki).
Od listopada 1943 do marca 1944 dywizja wchodziła w skład 18 Armii Frontu Północnokaukaskiego (od 1 grudnia 1943 – 1 Frontu Ukraińskiego). W kwietniu 1944 dywizja wchodziła w skład 60 Armii, a od maja 1944 do zakończenia działań wojennych w skład 13 Armii:
- 102 Korpus Strzelecki (maj – sierpień 1944),
- 24 Korpus Strzelecki (wrzesień 1944),
- 102 Korpus Strzelecki (październik 1944),
- 74 Korpus Strzelecki (listopad 1944),
- 24 Korpus Strzelecki (grudzień 1944),
- 102 Korpus Strzelecki (styczeń - luty 1945),
- 27 Korpus Strzelecki (marzec - kwiecień 1945),
- 24 Korpus Strzelecki (maj 1945).

Dywizja wzięła udział w kierczeńsko-eltigieńskiej operacji desantowej (1943), operacji żytomiersko-berdyczowskiej (1943/1944), proskurowsko-czernowickiej operacji zaczepnej (1944), operacji sandomiersko-śląskiej (1945), dolnośląskiej operacji zaczepnej (1945), operacji łużyckiej (1945) i praskiej (1945).
6 stycznia 1944 dywizja otrzymała, za zdobycie Berdyczowa, nazwę wyróżniającą „Berdyczowska”, a 26 maja 1945, za przerwanie obrony wroga na rzece Nysa w Czechosłowacji, odznaczona została Orderem Bohdana Chmielnickiego.
18 stycznia 1945, w czasie operacji sandomiersko-śląskiej, dywizja niespodziewanym uderzeniem zdobyła Piotrków Trybunalski. Nocą z 25 na 26 stycznia 1945 oddział wydzielony dywizji zajął przyczółek na zachodnim brzegu Odry, na północ od Ścinawy (niem. Steinau). Przyczółek o szerokości 3 km i głębokości 2 km obejmował między innymi wieś Tymowa. W nocy z 27 na 28 stycznia przez Odrę przeprawiły się siły główne dywizji. Następnego dnia dywizja prowadziła walki na kierunku Lubina i Głogowa. 3 lutego dywizja została przegrupowana celem odparcia niemieckiego kontrataku w rejonie Teschwitz.
8 lutego 1945 dywizja rozpoczęła natarcie w ogólnym kierunku na Szprotawę, Żary i Forst. 9 lutego opanowała Lubin, a 13 lutego Szprotawę. Od 13 do 16 lutego dwa pułki (335 i 338) walczyły w Żaganiu. Wojnę zakończyła nad Nysą Łużycką.

## Struktura organizacyjna
- Dowództwo
  - dowódca dywizji - pułkownik (od 20 kwietnia 1945 – generał major) Timofiej Wołkowicz (ros. Тимофей Иванович Волкович)
- 333 Gwardyjski Pułk Strzelecki odznaczony Orderem Kutuzowa i Orderem Bohdana Chmielnickiego – Michaił Pligin (Михаил Степанович Плигин) od 20 kwietnia do 31 grudnia 1944
- 335 Gwardyjski Pułk Strzelecki odznaczony Orderem Czerwonego Sztandaru, Orderem Suworowa i Orderem Bohdana Chmielnickiego - Stiepan Zacharczenko (Степан Михайлович Захарченко) poległ 5 kwietnia 1945
- 338 Gwardyjski Pułk Strzelecki - Tichon Suchacki (Тихон Кондратьевич Сухацкий) poległ 11 lutego 1945
- 305 Gwardyjski Pułk Artylerii
- 119 Samodzielny Gwardyjski Dywizjon Artylerii Przeciwpancernej
- 115 Samodzielna Gwardyjska Kompania Rozpoznawcza
- 129 Gwardyjski Batalion Saperów
- 160 Samodzielny Gwardyjski Batalion Łączności
- 120 batalion medyczno-sanitarny
- 118 Samodzielna Gwardyjska Kompania Rozpoznania Chemicznego
- 116 samochodowa kompania transportowa
- 123 Polowa Piekarnia Chleba
- 108 Dywizyjny Lazaret Weterynaryjny
- 2301 Polowa Stacja Pocztowa
- 1255 Polowa Kasa Banku Państwowego

Po zakończeniu działań wojennych w Europie dywizja została przeniesiona do Karpackiego Okręgu Wojskowego i tam czterokrotnie przeformowana:
- w 1946 w 32 Zmechanizowaną Gwardyjską Dywizję Strzelecką (101, 102 i 103 Zmechanizowane Gwardyjskie Pułki Strzeleckie oraz 305 Gwardyjski Pułk Artylerii),
- w 1957 w 41 Gwardyjską Dywizję Pancerną,
- w 1965 w 117 Szkolną Gwardyjską Zmechanizowaną Dywizję Strzelecką,
- w 1989 w 117 Szkolną Gwardyjską Dywizję Pancerną.